# Nagy nyomású intraperitoneális aeroszol kemoterápia
A nagy nyomású intraperitoneális aeroszol kemoterápia (angolul: Pressurized Intraperitoneal Aerosol Chemotherapy, rövidítve: PIPAC) egy új kezelési technika, amely a kemoterápiás szert nagy nyomású aeroszol (spray) formájában közvetlenül a hasüregbe juttatja. Kevesebb mellékhatása van, mint a hagyományos kemoterápiának, a szövődmények ritkák. Leggyakrabban végstádiumú peritoneális karcinomatózis esetén alkalmazzák főleg több áttéttel rendelkező  gyomorrák, platina-rezisztens kiújuló petefészekrák vagy vastagbélrák esetén, amikor a beteg állapota már nem teszi lehetővé a nagyobb műtéteket. Az eddigi eredmények ígéretesnek tűnnek. 
A PIPAC egyszerűbb, mint a HIPEC, mivel az utóbbi technikával kezelt betegek általában 10-15 napig maradnak kórházban, a műtét után pedig 24-48 órát töltenek az intenzív osztályon. Ezzel szemben a PIPAC technika esetén a kórházban töltött idő általában 24-48 óra.

## Az eljárás
A legtöbbször a kemoterápiás szert folyadék formájában a vénába adják be, vagy infúzió formájában kapja a beteg. Ezt nevezik szisztémás kezelésnek, amikor véráram útján jut el a szer a szervezet többi részébe.
Maga a PIPAC egy minimálisan invazív műtéti eljárás, mivel az orvosnak csak apró vágásokat kell ejtenie, és kevesebb mint egy órát vesz igénybe. A vágások mentén angolul „trochar” nevű csövet vezetnek a hasüregbe, amely segítségével kamera, laparoszkóp vagy más sebészeti eszköz is alkalmazható.
Ezt követően az orvos a gyógyszert egy porlasztón keresztül fecskendezi be a hasüregbe egy olyan gépen keresztül, amely a folyékony szert finom köddé alakítja. Ez utóbbi mélyebben be tud hatolni a szövetekbe. Utána 30 percet várakoznak, hogy a szer kifejtse hatását. Újabban egy gyorsabb rendszer kikísérletezése folyik, amelynél a várakozási idő csak 2-3 perc.
A PIPAC-kezelésben részesülők több mint felénél a daganatok mérete csökkent, és a tünetek enyhültek.

## Eredményesség
Az egyik, 2015 októbere és 2019 februárja között elvégzett klinikai vizsgálatba 24 vastagbélrák miatti peritoneális metasztázisban (PM) szenvedő beteget vontak be, akik 74 PIPAC-kezelést kaptak. Öt betegnél még mindig a szervezetben volt az elsődleges tumor, 22 beteg pedig palliatív szisztémás kemoterápiában részesült. Tizenkilenc beteg több mint két PIPAC-kezelést kapott, és a betegek 67%-ánál a szövettani PRGS (Peritoneal Regression Grading Score) szerinti objektív tumorválaszt észleltek, míg 21%-uknál a betegség stabil volt. Négy betegnél (21%) teljes volt a válasz (átlagos PRGS = 1 és negatív citológia). A PM diagnózisától számított átlagos túlélés 37,6 hónap (értéktartomány: 7,3-48,9), míg az első PIPAC-kezelést követően 20,5 hónap (értéktartomány: 0,13-34,7) volt. 
Kisebb posztoperatív komplikációkat észleltek, és csak kevés állt a PIPAC-kezeléssel ok-okozati összefüggésben. 
Két esetben azonban súlyos posztoperatív szövődmény (urosepsis és iatrogén – magyarul: orvosi eredetű, vagyis műhiba – bélperforáció) történt.